# Прусс, Владимир Владимирович
Владимир Владимирович Прусс (1906, Санкт-Петербург — 1970-е, Курган) — советский историк, специалист по социальной истории крестьянства в российско-казахстанском пограничье на Южном Урале. Основатель кафедры истории в Атырауском государственном университете имени Халела Досмухамедова.

## Биография

### Ранние годы
Владимир Прусс родился в семье военного врача Вольдемара Адольфовича Прусса и Шарлотты Яковлевны фон Морр. Дед по отцу, Генрих Адольф Прусс, был прусским литовцем, сыном сельского учителя из деревни Скоментнен в Восточной Пруссии. Он иммигрировал в Российскую империю и работал на Двинско-Витебской железной дороге. Его жена Анна Приеде была латышкой, дочерью боцмана Карлиса Вилхелмса Приеде из Риги. Шарлотта фон Морр — дочь педагога, директора Царскосельской гимназии Якова Мора, который также был этническим латышом по матери. Несмотря на балтийские корни, в семье Пруссов говорили на немецком языке.
Детство Владимир Прусс провел в Финляндии — его отец служил военным врачом в 1-м Финляндском стрелковом полку в городе Турку, позднее — помощником начальника санитарной части белых войск Мурманского района. В 1920 году семья переехала в Таллин, где Прусс еще до совершеннолетия устроился конторщиком в полномочное представительство РСФСР в Эстонии благодаря дружбе отца с Леонидом Старком.

### Ссылка и научная карьера
В 1923 году семья вернулась в Россию, Прусс поступил в Политехнический институт в Петрограде. Прежде чем выбрать карьеру историка, он сменил два направления обучения — строительное дело и экономику. В начале 1930-х познакомился на историческом факультете с будущей женой — еврейкой из Беларуси Мусей Хаимовной (Марией Ефимовной) Шкляр. После ареста брата Николая по политическим мотивам в 1935 году был лишен избирательных прав, а затем — выслан в Шадринск вместе с женой как «родственник врага народа» с запретом проживать в крупнейших городах Союза.
В 1940 году в казахстанском Атырау был создан Гурьевский учительский институт. Как закончивший аспирантуру молодой специалист, Прусс был приглашен отделом кадров на должность первого заведующего кафедрой истории. На своей кафедре он вел курс по истории СССР, а его жена — по всеобщей истории. В период жизни в Атырау Прусс стал изучать историю Уральского региона, публиковал научно-популярные заметки в  «Прикаспийской коммуне» и других местных газетах на русском и казахском языках.
В 1950-х Прусс с семьей переехал в Курган, где и прожил всю оставшуюся жизнь. Там он также преподавал на кафедре истории и занимался социальной историей крестьянства и историей сельского хозяйства на Южном Урале. Стал соавтором ряда сборников, включая фундаментальные «Очерки истории Курганской области», вышедшие в 1968 году. Согласно воспоминания курганского историка Г. А. Прохоровой, Прусс занимал на кафедре «особое положение профессионала, мнение которого было значимо для всех членов кафедры», а студенты сравнивали его с полководцем Михаилом Кутузовым.

## Семья
Младшая сестра Владимира Прусса Елена дожила до 1993 года в Санкт-Петербурге, младший брат Николай был расстрелян в Воркуте в 1938 году по обвинению в контрреволюционной деятельности. В том же году был расстрелян дядя историка Федор Адольфович Прусс, его обвиняли в «организации латышской националистической шпионской группы на московском заводе „Спортинвентарь“».
В период жизни и работы в казахстанском Атырау родилась единственная дочь Владимира Прусса и Муси Шкляр — научная журналистка Ирина Прусс.

## Публикации
- Прусс В. В. Изучим историю нашей области. — Прикаспийская коммуна. — 1941. — 16 февраля.
- Прусс В. В. Біздің облыстың тарихын зерттейік // Социалистік құрылыс. — 1941. — 17 февраля.
- Прусс В. В. Развитие капитализма в Южном Зауралье в конце XIX — начале XX вв. // Ученые записки Курганского государственного педагогического института. — 1959. — Вып. 1. — С. 201.
- Прусс В. В. Сельское хозяйство Шадринского уезда во второй половине XIX — XX вв. // Ученые записки Курганского государственного педагогического института. — 1962. — Вып. 4. — С. 101‒126.
- Прусс В. В. О специфических формах и степени расслоения крестьянства Южного Зауралья // Вопросы аграрной истории Урала и Западной Сибири. — Свердловск, 1966. — С. 204‒210.
- Прусс В. В. Развитие капитализма в сельском хозяйстве. Кустарные промыслы и торговля // Очерки истории Курганской области. — Челябинск: Южно-Уральское книжное издательство, 1968. — С. 95‒107.
- Прусс В. В. Экономическое развитие Южного Зауралья в начале XX века. — Челябинск: Южно-Уральское книжное издательство, 1968. — С. 127‒136.
- Прусс В. В. Культура и просвещение в Южном Зауралье в период капитализма // Очерки истории Курганской области. — Челябинск: Южно-Уральское книжное издательство, 1968. — С. 187‒198.